# 1579-es busz
Az 1579-es jelzésű autóbuszvonal távolsági autóbuszjárat Pécs és Badacsonytomaj között, melyet a Volánbusz Zrt. lát el.

## Története
2020. július 1-jén közlekedett az első járat Pécs és Badacsony között.
2021. június 16-ai menetrend módosításokkal a járatok Pécs és Badacsonytomaj közlekednek. Badacsonytomajban a Káptalantóti elágazás lett a végállomás.
2024. június 22-étől a járat végállomása Badacsonytomajban a vasútállomás bejárati út lett, a Pécs felé közlekedő járat Keszthelyről indul.

## Közlekedése
A járat Pécset és Badacsonytomajt köti össze. Útvonalának hossza Badacsonytomaj felé 203,5 km, menetideje 4 óra 32 perc. Útvonalának hossza Pécs felé 174,8 km, menetideje 3 óra 35 perc.
Pécsről Szentlőrinc, Szigetvár, Kaposvár érintésével éri el Balatonlellét. A Balaton déli partján több településen megállva éri el Keszthelyt. A járat ezután a Balaton északi partján érint több települést és Balatonederics után éri el Badacsonyt és Badacsonytomajt.
Nyári tanszünetben naponta egy járatpár szállítja az utasokat.

## Megállóhelyei
| 0  | Pécs, autóbusz-állomás végállomás                     | 36 | 3, 4, 4Y, 6, 7, 7Y, 8, 13, 13Y, 13E, 15, 20, 21, 22, 23, 23Y, 24, 30Y, 31, 32, 32Y, 33, 34, 34Y, 35Y, 40, 41, 41Y, 42, 42Y, 43, 46, 60, 60A, 73, 73Y, 103, 104, 104A, 104E, 121, 913, 932, 973 1134, 1486, 1503, 1504, 1524, 1564, 1569, 1578, 1641, 1665, 1668, 1673, 1707, 1740, 1742, 1843 5600, 5601, 5602, 5603, 5605, 5606, 5608, 5610, 5611, 5620, 5621, 5622, 5623, 5624, 5625, 5626, 5627, 5628, 5630, 5635, 5636, 5637, 5638, 5639, 5640, 5642, 5643, 5645, 5646, 5647, 5650, 5655, 5656, 5658, 5660, 5661, 5662, 5663, 5666, 5667, 5668, 5670, 5671, 5672, 5673, 5674, 5676, 5677, 5678, 5679, 5680, 5682, 5683, 5685, 5686, 5688, 5689, 5690, 5696, 5698, 5856, 5857 |
| 1  | Pécs, Uránváros autóbusz-állomás                      | 35 | 1, 2, 2A, 4, 4Y, 21, 22, 23, 23Y, 24, 25, 25A, 26, 27, 27Y, 28, 28Y, 29, 102, 104, 121, 926 1503, 1562, 1569, 1641, 1665, 1668, 1673, 1742 5600, 5601, 5602, 5603, 5670, 5671, 5672, 5673, 5674, 5676, 5677, 5678, 5679, 5680, 5681, 5682, 5683, 5685, 5686, 5687, 5688, 5689, 5690, 5696, 5698 |
| 2  | Szentlőrinc, bükkösdi elágazás                        | 34 | 1503, 1569, 1641, 1665, 1668, 1673, 1742 5683, 5685, 5686, 5687, 5688, 5689, 5690, 5696, 5885 |
| 3  | Szigetvár, autóbusz-állomás                           | 33 | 1, 1A, 2, 2A 5685, 5686, 5687, 5688, 5689, 5816, 5870, 5871, 5875, 5885, 5887, 5890, 5895, 5934, 5942, 6088 személyvonat, Pannónia InterRégió |
| 4  | Szentlászló, községháza                               | 32 | 5875, 5942 |
| 5  | Kaposvár, autóbusz-állomás                            | 31 | 12, 13, 20, 21, 23, 26, 27, 31, 32, 33, 40, 41, 42, 43, 44, 45, 46, 47, 51, 61, 62, 70, 71, 72, 73, 74, 75, 81, 82, 83, 84, 85, 86, 87, 88, 89, 90, 91 1172, 1174, 1175, 1176, 1503, 1569, 1578, 1592, 1593, 1641, 1665, 1668, 1673, 1742 5606, 5900, 5905, 5906, 5910, 5912, 5914, 5916, 5917, 5918, 5920, 5922, 5923, 5924, 5925, 5928, 5930, 5931, 5932, 5935, 5940, 5942, 5946, 5950, 5960, 5962, 5964, 5966, 5969, 5970, 5972, 5974, 5976, 5980, 5982, 5984, 5985, 5986, 5987, 5988, 5989, 6011, 6041 |
| 6  | Balatonlelle, vasúti megállóhely                      | 30 | 1177, 1402, 1499, 1506, 1528, 1578, 1592, 1665, 1673, 1742, 1842 5905, 5906, 6040, 6041, 6042, 6043, 6071, 6101, 6195 személyvonat, sebesvonat, Déli<-parti InterRégió, Déli->parti InterRégió, Esti Csók InterRégió, Vitorlás InterRégió, Jégmadár expresszvonat, Aranypart expresszvonat, Ezüstpart expresszvonat, Aranyhíd expresszvonat, Napfürdő expresszvonat, Balaton InterCity, Tópart InterCity, Agram-Tópart nemzetközi InterCity |
| 7  | Balatonlelle, Vágóhíd utca                            | 29 | 1402, 1499, 1506, 1528, 1578, 1665, 1842 5905, 6040, 6042, 6043, 6071, 6195 |
| 8  | Balatonlelle, benzinkút                               | 28 | 1402, 1499, 1506, 1528, 1578, 1665, 1842 5905, 6040, 6042, 6043, 6071, 6195 |
| 9  | Balatonboglár, orvosi rendelő                         | 27 | 1402, 1499, 1506, 1528, 1578, 1665, 1673, 1842 5905, 6040, 6042, 6043, 6071, 6195 |
| 10 | Balatonboglár, Platán sor                             | 26 | 1402, 1499, 1506, 1528, 1578, 1665, 1842 5905, 6040, 6042, 6043, 6071, 6195 |
| 11 | Balatonboglár, vasútállomás                           | 25 | 1402, 1499, 1506, 1528, 1578, 1665, 1673, 1842 5905, 5988, 6040, 6042, 6043, 6071, 6175, 6176, 6195 személyvonat, sebesvonat, Déli<-parti InterRégió, Déli->parti InterRégió, Esti Csók InterRégió, Vitorlás InterRégió, Jégmadár expresszvonat, Aranypart expresszvonat, Ezüstpart expresszvonat, Aranyhíd expresszvonat, Napfürdő expresszvonat, Balaton InterCity, Tópart InterCity, Agram-Tópart nemzetközi InterCity |
| 12 | Balatonboglár, Jankovich üdülőtelep                   | 24 | 1402, 1499, 1506, 1528, 1578, 1665, 1842 5905, 5988, 6040, 6042, 6043, 6071, 6195 |
| 13 | Ordacsehi elágazás                                    | 23 | 1402, 1499, 1506, 1528, 1578, 1665, 1842 5905, 5988, 6040, 6042, 6043, 6071, 6195 |
| 14 | Fonyód (Fonyódliget), vasúti megállóhely bejárati út  | 22 | 1402, 1499, 1506, 1528, 1578, 1665, 1673, 1842 5905, 5988, 6040, 6042, 6043, 6071, 6195 személyvonat, sebesvonat, Déli<-parti InterRégió, Déli->parti InterRégió, Vitorlás InterRégió, Jégmadár expresszvonat, Aranypart expresszvonat, Ezüstpart expresszvonat, Napfürdő expresszvonat |
| 15 | Fonyód (Fonyódliget), Árpád utca                      | 21 | 1402, 1499, 1506, 1528, 1578, 1665, 1842 5905, 5988, 6040, 6042, 6043, 6071, 6195 |
| 16 | Fonyód (Fonyódliget), alsó                            | 20 | 1402, 1499, 1506, 1528, 1578, 1665, 1842 5905, 5988, 6040, 6042, 6043, 6071, 6195 |
| 17 | Fonyód, vasútállomás                                  | 19 | 1, 2 1402, 1499, 1506, 1528, 1578, 1665, 1673, 1723, 1842 5905, 5988, 6040, 6042, 6043, 6071, 6195, 6196 személyvonat, sebesvonat, Déli<-parti InterRégió, Déli->parti InterRégió, Helikon InterRégió, Esti Csók InterRégió, Vitorlás InterRégió, Jégmadár expresszvonat, Aranypart expresszvonat, Ezüstpart expresszvonat, Aranyhíd expresszvonat, Napfürdő expresszvonat, Fenyves expresszvonat, Balaton InterCity, Tópart InterCity, Agram-Tópart nemzetközi InterCity, Adria nemzetközi InterCity |
| 18 | Fonyód (Bélatelep), forduló                           | 18 | 1 1402, 1499, 1506, 1578, 1665, 1723, 1842 5905, 6042, 6043 |
| 19 | Fonyód (Alsóbélatelep), vasúti megállóhely            | 17 | 1402, 1499, 1506, 1578, 1665, 1673, 17231842 5905, 6042, 6043 személyvonat, sebesvonat, Déli<-parti InterRégió, Déli->parti InterRégió, Helikon InterRégió, Napfürdő expresszvonat, Fenyves expresszvonat |
| 20 | Balatonfenyves, Tömörkény utca                        | 16 | 1402, 1499, 1506, 1578, 1665, 1723, 1842 5905, 6042, 6043 |
| 21 | Balatonfenyves, felső                                 | 15 | 1402, 1499, 1506, 1578, 1665, 1673, 1723, 1842 5905, 6042, 6043 |
| 22 | Balatonfenyves, vasútállomás                          | 14 | 1402, 1499, 1506, 1578, 1665, 1673, 1723, 1842 5905, 6042, 6043 személyvonat, sebesvonat, Déli<-parti InterRégió, Déli->parti InterRégió, Helikon InterRégió, Napfürdő expresszvonat, Fenyves expresszvonat, Balaton InterCity, Tópart InterCity, Agram-Tópart nemzetközi InterCity, Balatonfenyvesi Gazdasági Vasút |
| 23 | Balatonfenyves, Pajtás utca                           | 13 | 1578 5905, 6042, 6043 |
| 24 | Balatonfenyves, alsó                                  | 12 | 1578 5905, 6042, 6043 |
| 25 | Balatonfenyves, Révész utca                           | 11 | 1578 5905, 6042, 6043 |
| 26 | Balatonmáriafürdő, Faluház utca                       | 10 | 1578 5905, 6042, 6043 |
| 27 | Balatonmáriafürdő, Cserfa utca                        | 9  | 1578 5905, 6042, 6043 |
| 28 | Balatonmáriafürdő, Bükkfa utca                        | 8  | 1578 5905, 6042, 6043 |
| 29 | Balatonkeresztúr, Aradi utca                          | 7  | 1578 5905, 6042, 6043 |
| 30 | Balatonkeresztúr, temető                              | 6  | 1578 5905, 6042, 6043 |
| 31 | Balatonmáriafürdő, vasútállomás                       | 5  | 1569, 1578, 1673, 1723 5976, 5986, 6042, 6043, 6103, 6160, 6162, 6166 személyvonat, sebesvonat, Déli<-parti InterRégió, Déli->parti InterRégió, Helikon InterRégió, Napfürdő expresszvonat, Fenyves expresszvonat, Aranyhíd expresszvonat Balaton InterCity, Tópart InterCity, Agram-Tópart nemzetközi InterCity |
| 32 | Balatonmáriafürdő, Vilma utca                         | 4  | 1578, 1665, 1723 5976, 6103, 6162, 6166 |
| 33 | Balatonberény, Rozmaring utca                         | 3  | 1578, 1665, 1723 5976, 6043, 6103, 6162, 6166 |
| 34 | Balatonberény, vasútállomás                           | 2  | 1578, 1665, 1723 5976, 6043, 6103, 6162, 6166 személyvonat, sebesvonat, Déli<-parti InterRégió, Déli->parti InterRégió, Helikon InterRégió, Napfürdő expresszvonat, Fenyves expresszvonat, Aranyhíd expresszvonat Balaton InterCity |
| 35 | Keszthely, Egyetem, Kollégium                         | 1  | 3 1194, 1402, 1499, 1506, 1569, 1665, 1673, 1723, 1842 5974, 5976, 6103, 6162, 6192 |
| 36 | Keszthely, autóbusz-állomás végállomás                | 0  | 1, 2, 3, 5, C5 1194, 1212, 1402, 1499, 1506, 1569, 1625, 1631, 1636, 1658, 1665, 1666, 1673, 1714, 1723, 1724, 1725, 1732, 1735, 1736, 1794, 1806, 1808, 1842, 1846 5974, 5976, 6103, 6162, 6192, 6216, 6230, 6231, 6237, 6306, 6310, 6316, 6350, 6355, 6360, 6361, 6363, 6364, 6370, 6375, 6384, 6386, 6387, 6391, 6395, 6396, 6398, 6415, 7357, 7721, 7722 személyvonat, sebesvonat, Helikon InterRégió, Lesence expresszvonat, Tanúhegy expresszvonat, Fenyves expresszvonat, Balaton InterCity |
| 37 | Keszthely, kórház                                     |    | 1 1189, 1212, 1569, 1625, 1631, 1636, 1658, 1714, 1723, 1735, 1736, 1806, 1808, 1846 6360, 6361, 6363, 6364, 7357, 7721 |
| 38 | Keszthely, Vágóhíd utca                               |    | 1 1189, 1212, 1625, 1631, 1636, 1658, 1714, 1723, 1735, 1736, 1806, 1808, 1846 6360, 6361, 6363, 6364, 7357, 7721 |
| 39 | Gyenesdiás, községháza                                |    | 1189, 1212, 1625, 1631, 1636, 1658, 1714, 1723, 1735, 1736, 1806, 1808, 1846 6360, 6361, 6363, 6364, 7357, 7721 |
| 40 | Gyenesdiás, takarékpénztár                            |    | 1189, 1212, 1569, 1625, 1631, 1636, 1658, 1714, 1723, 1735, 1736, 1806, 1808, 1846 6360, 6361, 6363, 6364, 6365, 7357, 7721 |
| 41 | Vonyarcvashegy, vasútállomás bejárati út              |    | 1189, 1212, 1569, 1625, 1631, 1636, 1658, 1714, 1723, 1735, 1736, 1806, 1808, 1846 6360, 6361, 6363, 6364, 7357, 7721 személyvonat, Lesence expresszvonat, Tanúhegy expresszvonat, Helikon InterRégió |
| 42 | Balatongyörök, bejárati út                            |    | 1189, 1212, 1569, 1625, 1631, 1636, 1658, 1714, 1723, 1735, 1736, 1806, 1808, 1846 6360, 6361, 6363, 6364, 7357, 7721 |
| 43 | Balatongyörök, Szépkilátó                             |    | 1189, 1212, 1625, 1631, 1636, 1658, 1714, 1723, 1735, 1736, 1806, 1808, 1846 6361, 6363, 6364, 7357, 7721 |
| 44 | Balatongyörök, Becehegy                               |    | 1189, 1212, 1625, 1631, 1636, 1658, 1714, 1723, 1735, 1736, 1808, 1846 6361, 6363, 6364, 7357, 7721 |
| 45 | Balatonederics, bejárati út                           |    | 1189, 1212, 1569, 1625, 1631, 1636, 1658, 1714, 1723, 1735, 1736, 1806, 1808, 1846 6361, 6363, 6364, 7357, 7721 |
| 46 | Szigliget, bejárati út                                |    | 1189, 1631, 1658, 1735, 1806, 1808, 1846 6363, 6364, 7710, 7711 |
| 47 | Badacsonytördemic-Szigliget, vasútállomás bejárati út |    | 1189, 1631, 1658, 1717, 1735, 1806, 1808, 1846 6364, 7387, 7708 személyvonat, Kék Hullám InterCity |
| 48 | Badacsonylábdihegy, vasúti megállóhely bejárati út    |    | 1189, 1631, 1658, 1717, 1735, 1806, 1808, 1846 6363, 6364, 7387, 7708, 7710 Kék Hullám InterCity |
| 49 | Badacsony, vasúti megállóhely                         |    | 1189, 1631, 1658, 1717, 1735, 1806, 1808, 1846 6363, 6364, 7387, 7708, 7709, 7710, 7929 személyvonat, Csabai Tekergő expresszvonat, Kék Hullám InterCity |
| 50 | Badacsonytomaj, vasútállomás bejárati út végállomás   |    | 1189, 1631, 1658, 1717, 1735, 1806, 1808, 1846 6363, 6364, 7387, 7707, 7708, 7709 személyvonat, Csabai Tekergő expresszvonat, Kék Hullám InterCity |